# Ian Hendry
Ian Mackendrick Hendry (Ipswich, Suffolk, Egyesült Királyság, 1931. január 13. – London, 1984. december 24.) brit (angol) film- és televíziós színész. Nevezetes mozifilm-szerepei Williams törzsőrmester A domb c. 1965-ös filmdrámában, Michael az 1965-ös Iszonyat-ban és Eric az 1971-es Öld meg Cartert!-ben. Szerepelt az első  Bosszúállók sorozatban is.

## Élete

### Származása, tanulmányai
A suffolki Ipswichben született, apja a glasgow-i James Hendry okleveles vegyészmérnök (1901–?), aki 1924-ben doktori gyakorlatra ment Ipswichbe. Anyja a Durhamben született Enid Rushton (1906–?) volt. Anyai nagyapja a birminghami születésű George Rushton festő, képzőművész (1868–1948) volt, aki 1906–1929 között az ipswichi Art School igazgatói tisztségét töltötte be.

Ian és öccse, Donald (1933–?) a suffolki Ipswichben és Culfordban jártak iskolába. Ian kedvelte a sportokat, különösen az ökölvívást, atlétikát, krikettet és a rögbit. Culfordban csatlakozott egy amatőr színjátszó csoporthoz, iskolai színielőadásokban szerepelt.

### Színészi pályája
Elvégezte a londoni Central School of Speech and Drama színiakadémiát. Pályáját 1955-ben kezdte, apró mozifilmes szerepekkel. Első televíziós szerepét, Dr. Geoffrey Brentet a Police Surgeon tévésorozatban játszhatta el. Rögtön utána szerepet kapott a Bosszúállók sorozatban mint Dr. David Keel. Az első évad után azonban elhagyta a sorozatot, hogy mozifilmekben szerepelhessen. Gyakran alakított orvosokat, rendőröket, szigorú, nyugtalanító karaktereket. 1962-ben Jay Lewis rendező Most élj, fizess később! vígjátékában a főszereplő Albertet játszotta, ezért abban az évben a legígéretesebb elsőfilmes főszereplőnek járó BAFTA-díjra jelölték. Jelentősebb filmjei közé tartozik az Elátkozottak gyermekei (1964); Roman Polański Iszonyat c. pszicho-horrorja (1965); Sidney Lumet A domb (1965) című háborús drámája, ahol Sean Connery ellenfelét, a kegyetlen Williams törzsőrmestert játszotta; az Utazás a Nap túlsó oldalára (1969); A McKenzie-akció (1970); az Öld meg Cartert! bűnügyi thriller (1971), ahol Michael Caine-nel került szembe (alakításáért 1972-ben a legjobb mellékszereplőnek járó Bafta-díjra jelölték); a Shakespeare-i gyilkosságok (1973); a Krónosz kapitány, a vámpírvadász (1974) és Michelangelo Antonioni Foglalkozása: riporter c. filmje, ahol Jack Nicholson és Maria Schneider mellett játszott.
Számos televíziós sorozatban is feltűnt, rendszeres szereplőként vagy vendégszereplőként, így a Danger Man-ben, Az Angyal kalandjai-ban, a Minden lében két kanál-ban, a The Protectorsban és az 1970-es években kezdett Van der Valk sorozatban.
Magyarországon bemutatott filmjeiben (többek között) Bárány Frigyes, Forgács Tibor, Harsányi Frigyes, Kállai Ferenc, Mécs Károly, Szabó Ottó és Végvári Tamás hangján szólalt meg.

### Magánélete, elhunyta
Első felesége 1955–1962 között Phyllis Joanna Bell volt, 1962-ben elváltak. Második felesége 1963–1971 között Janet Munro (1934–1972) színésznő volt, aki 1959-ben Tony Wright színésztől vált el. Munro és Hendry házasságából két gyermekük született, Sally és Corrie. 1971-ben elváltak, a válás után néhány hónappal Munro meghalt szívelégtelenségben. Hendry 1975-ben Sandra (Sandy) Jones-t vette feleségül, egy gyermekük született. Ian Hendry 53 évesen, 1984 karácsony estéjén halt meg Londonban, gyomorvérzés következtében.

## Főbb filmszerepei
- 1955: Simon and Laura, apró szerep, névtelen
- 1958: Emergency-Ward 10, tévésorozat, Mr. Clarke
- 1959: Hely a tetőn (Room at the Top), Cyril
- 1960: Sink the Bismarck!, a HMS King George V meteorológus tisztje, névtelen
- 1960: Police Surgeon, tévésorozat, Dr. Geoffrey Brent
- 1961: Bosszúállók (The Avengers), tévésorozat, Dr. David Keel
- 1962: Most élj, fizess később! (Live Now – Pay Later), Albert Argyle
- 1964: Elátkozottak gyermekei (Children of the Damned), Dr. Tom Llewellyn
- 1965: Iszonyat (Repulsion), Michael
- 1965: A domb (The Hill), Williams törzsőrmester
- 1965: Danger Man, tévésorozat, Wallace / Hagen
- 1967: Casino Royale, apró szerep, névtelen
- 1967: Los traidores de San Ángel, Nick Thomas
- 1968: Jackanory, tévésorozat, mesemondó, önmaga
- 1969: Az Angyal vérbosszúja (Vendetta for the Saint), Destamio
- 1969: Az Angyal kalandjai (The Saint), tévésorozat két epizód, (Vendetta for the Saint Part1, Part2), Destamio
- 1969: Dél csillaga (The Southern Star), Karl
- 1969: Az aranyrablók (The Gold Robbers), tévé-minisorozat, Tom Goodwin
- 1969: Utazás a Nap túlsó oldalára (Doppelgänger), John Kane
- 1970: A McKenzie-akció (The McKenzie Break), Perry őrnagy
- 1970: The Adventures of Don Quick, tévé-minisorozat, Don Quick kapitány
- 1971: Öld meg Cartert! (Get Carter), Eric Paice
- 1971: Minden lében két kanál (The Persuaders!), tévésorozat, Lord Croxley
- 1972: Mesék a kriptából (Tales from the Crypt ), Carl Maitland
- 1972: The Protectors, tévésorozat, Wilson rendőrfelügyelő
- 1973: Shakespeare-i gyilkosságok (Theater of Blood), Peregrine Devlin
- 1972–1973: The Lotus Eaters, tévésorozat, Erik Shepherd
- 1973: Assassin, bérgyilkos
- 1973: Krónosz kapitány, a vámpírvadász (Captain Kronos: Vampire Hunter ), Kerro
- 1974: Gyilkosság telefonhívásra, tévésorozat, Marvin Stone
- 1974: Gyilkosságok péntek este (The Internecine Project), Alex Hellman
- 1973–1976: Thriller, tévésorozat, Terry Spelling / Bob Spelling
- 1975: Foglalkozása: riporter (Professione: reporter), Knight
- 1976: Intim játékok (Intimate Games), Rodney bácsi
- 1976: The New Avengers, tévésorozat, Irwin Gunner
- 1977: Van der Valk, tévésorozat, Boersma
- 1978: Ómen 2. – Damien (Damien: Omen II), Michael (név nélkül)
- 1978: Az Angyal visszatér (Return of the Saint), tévésorozat, Roy Gates
- 1979: Crown Court, tévésorozat, Frank Edwards
- 1981: Bergerac, tévésorozat, Furneaux őrnagy
- 1984: Brookside, tévésorozat, Davey Jones